# 双三角台塔反柱
双三角台塔反柱（そうさんかくだいとうはんちゅう、Gyroelongated triangular bicupola）とは、44番目のジョンソンの立体で、正六角反柱の2つの底面に正三角台塔(J3)をつけた形である。

3次元空間上では鏡像の区別が存在する。

## 関連図形
| 正三角台塔反柱 （片方の台塔を取り除く）                                | 同相双三角台塔 （同相になるように反角柱を取り除く）                        | 立方八面体 （同相にならないように反角柱を取り除く） |
| 同相双三角台塔柱 （反角柱を角柱に変え、片側を同相になるように30°回す） | 異相双三角台塔柱 （反角柱を角柱に変え、片側を同相にならないように30°回す） | 双四角台塔反柱 （台塔の角の数を増やす）             |